# Mansergh
Mansergh – wieś i civil parish w Anglii, w Kumbrii, w dystrykcie (unitary authority) Westmorland and Furness. Leży 76 km na południe od miasta Carlisle i 346 km na północny zachód od Londynu. W 2011 roku civil parish liczyła 124 mieszkańców. Mansergh jest wspomniana w Domesday Book (1086) jako Manzserge.